# Megalograptus
A Megalograptus a fosszilis eurypteridák (Eurypterida) osztályába (vízi skorpiók) és a Megalograptidae családjába tartozó nem.

## Rendszerezés
A nembe az alábbi 5 ismert faj tartozik:
- Megalograptus alveolatus (Shuler, 1915)
- Megalograptus ohioensis Caster & Kjellesvig-Waering, 1955
- Megalograptus shideleri Caster & Kjellesvig-Waering, 1964
- Megalograptus welchi Miller, 1874
- Megalograptus williamsae Caster & Kjellesvig-Waering, 1964

## Tudnivalók
A Megalograptus 460-445 millió évvel élt ezelőtt, az ordovícium korban.
A Megalograptusoknak jó védőeszközeik voltak – tüskéik, ollóik és páncélzatuk. Az állatok 1,2 méter hosszúak voltak. Ők hat lábon jártak, az utolsó pár láb evezőkké alakult. Képesek voltak kijönni a szárazföldre, de itt nehézkesen mozogtak.
Idejük nagy részét a tengerfenéken töltötték, de az édesvízbe és a szárazra is kimerészkedtek. A Megalograptusok a tengerfenekét járták halakat, trilobitákat és más kis állatokat keresve, amelyek fedezéket kerestek a homokban és iszapban. Az állatok a saját fajtársaikat is megették. A Megalograptusokra vadásztak a nagyobb eurypteridák és a hatalmas házasfejlábúak.
A Megalograptusok csak vedléssel növekedhettek. A régi páncélból kibújtak és újat növesztettek. Amíg puha volt az új páncéljuk, az állatok csoportokba gyűltek, így biztonságban érezve magukat. A vedlési idő alatt párosodtak az állatok, mert csak ilyenkor gyűltek többen össze és puha páncéljuk miatt nem veszélyeztették egymás életét.